# Митчелл, Маргарет
Ма́ргарет Ма́нерлин Ми́тчелл (англ. Margaret Munnerlyn Mitchell; 8 ноября 1900 года, Атланта, Джорджия, США — 16 августа 1949 года, там же) — американская писательница и журналистка, автор романа «Унесённые ветром».
Роман «Унесённые ветром», вышедший в 1936 году, получил Национальную книжную премию за самый выдающийся роман 1936 года и Пулитцеровскую премию за художественную литературу в 1937 году, выдержав более 70 изданий в США, и был переведён на 37 языков мира. Одноимённый фильм 1939 года, снятый режиссёром Виктором Флемингом, получил восемь премий «Оскар».

## Биография

### Детство и юность
Маргарет Митчелл родилась 8 ноября 1900 года в Атланте (штат Джорджия) в семье адвоката Юджина Митчелла и суфражистки Марии Изабеллы, часто упоминаемой как Май Белль. У неё было два брата, Рассел Стефенс Митчелл, который умер в младенчестве в 1894 году, и Александр Стефенс Митчелл, родившийся в 1896 году. Их предки по отцу были ирландцами, по матери — французами.
Семья Митчелл по отцовской линии была потомками Томаса Митчелла, родом из Абердиншира (Шотландия), который в 1777 году поселился в округе Уилкс (шт. Джорджия) и был участником войны за независимость США. Её дедушка, Рассел Кроуфорд Митчелл из Атланты, поступил на службу в армию Конфедеративных Штатов Америки (КША) 24 июня 1861 года и служил в Техасской бригаде Худа. Он был тяжело ранен в сражении при Энтитеме, понижен в должности за «неэффективность» и назначен санитаром в Атланте. После гражданской войны он сделал большое состояние, поставляя пиломатериалы для быстрого восстановления Атланты. У Рассела Митчелла было тринадцать детей от двух жён; старшим был Юджин, который окончил Школу права Университета Джорджии.
Прадед Митчелл по материнской линии, Филип Фицджеральд, эмигрировал из Ирландии и в итоге поселился на рабовладельческой плантации недалеко от Джонсборо (шт. Джорджия), где у него со своей женой Эленор был один сын и семь дочерей. Бабушка и дедушка Митчелл, Энни Фицджеральд и Джон Стефенс, поженились в 1863 году; дедушка также эмигрировал из Ирландии и стал капитаном в армии КША. Джон Стефенс был процветающим застройщиком недвижимости после гражданской войны и одним из основателей трамвайной компании Gate City Street Railroad (1881). У Джона и Энни Стефенс было двенадцать детей; седьмым ребёнком была Май Белль Стефенс, которая вышла замуж за Юджина Митчелла. Май Белль Стефенс училась в Белвьюском монастыре в Квебеке и закончила обучение в Женском институте Атланты.
Детство Маргарет прошло в атмосфере рассказов о событиях недавней эпохи, чему помогало и то, что отец её был председателем местного исторического общества. Так, впечатлительный ребёнок с детства жадно впитывал истории о Гражданской войне, которые рассказывали родители, знавшие о войне не понаслышке. Два деда Маргарет Митчелл сражались на стороне южан: один получил пулю в висок, по чистой случайности не задевшую мозг; другой долго скрывался от победителей-янки.
Своё образование будущая писательница начала в Вашингтонской семинарии, а в 1918 году поступила в престижный женский Смитский колледж в штате Массачусетс.
Она возвратилась в Атланту, чтобы взять управление хозяйством на себя после смерти матери во время пандемии «испанского» гриппа в 1918 году. В этом же году в жизни Маргарет произошло ещё одно трагическое событие: во Франции погиб её жених лейтенант Генри, и каждый год в день его смерти она посылала его матери цветы.

### Работа журналисткой
В 1922 году под именем Пегги (её школьное прозвище) Митчелл поступила на работу в газету «Атланта Джорнал», став со временем ведущим репортёром.
В том же году она вышла замуж за Беррьена Киннарда Апшоу, однако спустя уже несколько месяцев они развелись. О первом браке известно лишь то, что Митчелл не расставалась с пистолетом до тех пор, пока её супруг не был найден убитым где-то на Среднем Западе.
В 1925 году она вышла замуж за страхового агента Джона Марша. Травма лодыжки, полученная в 1926 году, сделала работу репортёра невозможной. Митчелл ушла из газеты и с той поры вела жизнь обычной провинциальной леди, как себя и называла, поселившись с мужем неподалёку от прославленной ею Персиковой улицы.

### Работа над романом
Поощряемая мужем, Маргарет начала работу над романом, которая продолжалась десять лет. Эпизоды писались случайно, затем собирались воедино.
Редактор крупного издательства, прибывший в Атланту, узнал об объёмном манускрипте (более тысячи печатных страниц). Митчелл не сразу согласилась опубликовать книгу (прежнее название — «Завтра — другой день»). В течение следующего года Митчелл провела кропотливую работу над текстом, особенное внимание обращая на исторические детали и даты. Название изменилось на «Унесённые ветром» (строка из стихотворения «Non Sum Qualis eram Bonae Sub Regno Cynarae» Эрнеста Даусона). Выпуск книги состоялся в июне 1936 года, сопровождаясь огромной рекламной поддержкой, в которой активную роль играла сама Митчелл.
В 1937 году книга получила Пулитцеровскую премию.
Автор сама серьёзно занималась делами вокруг продажи романа, устанавливая права и отчисления, контролируя издания на других языках. Однако все предложения об использовании названия романа и имён героев (Скарлетт, Ретт) в рекламных целях Митчелл наотрез отвергала, как и просьбы дать интервью или снять фильм о себе.
Несмотря на многочисленные просьбы поклонников, Маргарет Митчелл не написала больше ни одной книги.

### Смерть Маргарет

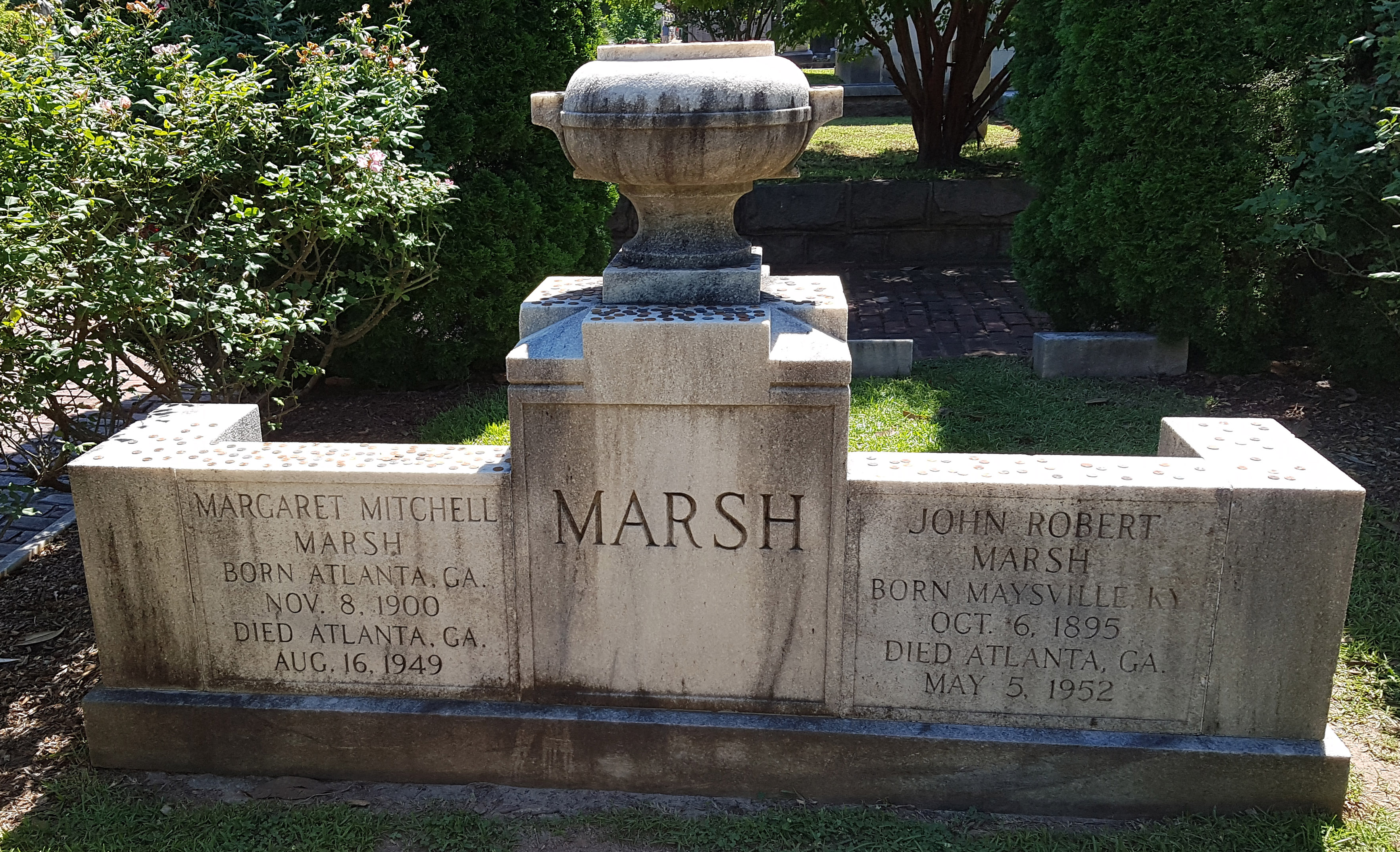
Могила Маргарет Митчелл и её мужа на кладбище Оакленд в Атланте

Вечером 11 августа 1949 года, когда Митчелл шла в кино с мужем на фильм «Кентерберийская история», её сбил автомобиль (водитель которого, Хью Грэвитт, раньше работал таксистом, отсюда нередкие ошибочные утверждения, что её сбило такси), и спустя пять дней она скончалась, не приходя в сознание. Грэвитт был арестован за вождение в нетрезвом состоянии и ещё до смерти Митчелл был освобождён под залог в размере 5450 долларов. В ноябре того же года он был осуждён за непредумышленное убийство и приговорён к 18 месяцам тюрьмы, но отсидел только 11. Он умер в 1994 в возрасте 73 лет.
Маргарет Митчелл похоронена на кладбище Окленд в Атланте, штат Джорджия. Её муж, Джон Марш, умер в 1952 году и был похоронен рядом с женой.